# Arnold (modellismo)
Arnold è una impresa tedesca produttrice di giocattoli fondata da Karl Arnold a Norimberga il 4 ottobre 1906. Nel 1995 passò sotto il controllo dell'italiana  Rivarossi e infine, nel 2004 confluì nel gruppo Hornby.

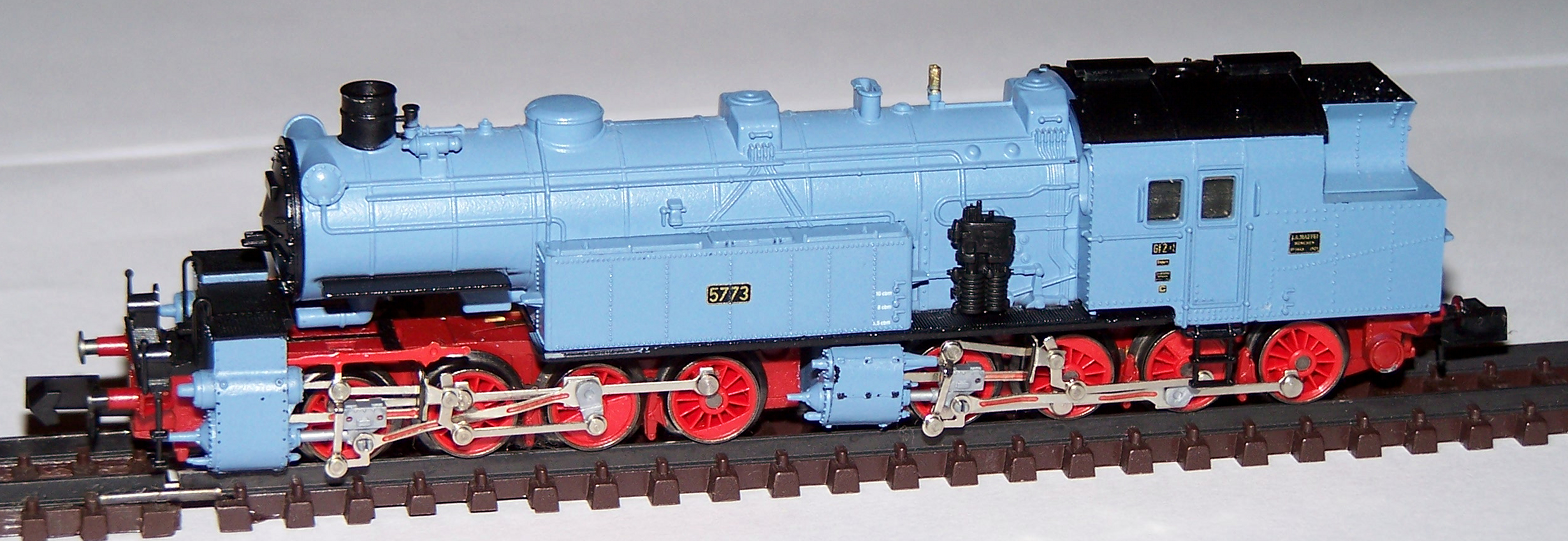
Modello in scala N della locomotiva "bavarese" Gt 2×4/4

## Storia
La fabbrica si specializzò all'inizio nella produzione di giocattoli di stagno e, fino alla seconda guerra mondiale produsse, oltre a trenini in scala "0" anche navigli e case di bambole. Negli anni trenta venne intrapresa anche una produzione in scala più piccola
I bombardamenti sulla città di Norimberga da parte degli"Alleati" distrussero la fabbrica interrompendone l'attività.
Nel dopoguerra fu ripresa la produzione in Alto Palatinato con modelli di treni di varia scala tra cui la "TT". Nel primo dopoguerra, fine anni '40, fu prodotto anche il modello della Willys jeep completo di ruote sterzabili in gomma.
Tra 1960 e 1962  fu intrapresa una produzione "miniatura", in scala 1:200, denominata "Arnold Rapido 200" di qualità estetica piuttosto bassa ma a partire dal 1962 i prodotti divennero molto più dettagliati lasciando in produzione solo quelli in scala 1:160; la linea di trenini elettrici Arnold Rapido in scala 1:160 utilizzava lo scartamento da 9 mm realizzando di fatto la nascita della scala N.
Nel 1964 la scala N fu riconosciuta dalle norme NEM.
Nel 1995 il marchio "Arnold Rapido" venne rilevato dalla ditta italiana Rivarossi e mantenuto fino alla chiusura dell'attività della fabbrica di Mulhouse nel 2001. Nel 2004 Hornby Railways rilevò il marchio e nel 2006 lo rimise in catalogo dopo averne spostato la produzione in Cina.